# Emmanuelle Devos
Emmanuelle Devos sinh ngày 10.5.1964 là nữ diễn viên người Pháp.

## Cuộc đời và Sự nghiệp
Devos sinh tại Puteaux (Hauts-de-Seine), là con của nữ diễn viên Marie Henriau. Phim đầu tiên của chị là phim "La Vie des morts" của đạo diễn Arnaud Desplechin, năm 1991. Từ năm 1986 tới năm 2009, chị đã xuất hiện trong 50 phim, và đã đoạt Giải César cho nữ diễn viên chính xuất sắc nhất năm 2002 cho vai diễn trong phim Sur mes lèvres, do Jacques Audiard đạo diễn.

## Danh sách phim
- 1986: On a volé Charlie Spencer của Francis Huster
- 1991: La Vie des morts của Arnaud Desplechin
- 1992: La Sentinelle của Arnaud Desplechin
- 1993: Les Patriotes của Éric Rochant
- 1996: Comment je me suis disputé... (ma vie sexuelle) của Arnaud Desplechin
- 1997: Le Déménagement của Olivier Doran
- 1999: Peut-être của Cédric Klapisch
- 2000: Aïe by Sophie Fillières and Esther Kahn của Arnaud Desplechin
- 2001: Sur mes lèvres của Jacques Audiard
- 2002: L'Adversaire của Nicole Garcia
- 2003: La Femme de Gilles của Frédéric Fonteyne
- 2003: Rencontre avec le dragon của Hélène Angel
- 2004: Bienvenue en Suisse của Léa Fazer
- 2004: Rois et reine của Arnaud Desplechin
- 2005: The Beat That My Heart Skipped (De battre mon cœur s'est arrêté) của Jacques Audiard
- 2005: Gentille của Sophie Fillières
- 2005: La Moustache của Emmanuel Carrère
- 2007: J'attends quelqu'un của Jérôme Bonnell
- 2007: Ceux qui restent của Anne Le Ny
- 2007: Deux vies plus une của Idit Cebula
- 2008: A Christmas Tale (Un conte de Noël) của Arnaud Desplechin
- 2009: In the Beginning
- 2009: Les herbes folles
- 2009: Coco avant Chanel
- 2009: The French Kissers (Les beaux gosses)
- 2009: Bancs publics (Versailles Rive-Droite) của Bruno Podalydès
- 2009: À l'origine của Xavier Giannoli
- 2010: Complices của Frédéric Mermoud

## Phim ngắn
- 1987: La Pension của Marc Cadeux
- 1989: Dis-moi oui, dis-moi non của Noémie Lvovsky
- 1990: Embrasse-moi của Noémie Lvovsky
- 1992: Sauve-toi của Jean-Marc Fabre
- 1994: À Clara của Diane Pierens
- 1998: La Tentation de l'innocence của Fabienne Godet
- 1998: Formidable của Gilles Cohen
- 1998: À table ! của Idit Cébula
- 1998: Les Cendres du paradis của Dominique Crèvecoeur
- 1999: Roule ma poule của Caroline Vignal
- 2002: Varsovie-Paris của Idit Cébula
- 2002: Timing của Pascal Elbé
- 2006: Le Créneau của Frédéric Mermoud

## Kịch
- 1985: Le Cid của Corneille, do Francis Huster đạo diễn
- 1987: Iphigénie của Racine, do Silvia Monfort, Carré Silvia Monfort đạo diễn
- Amoureuse của Georges de Porto-Riche, do Gilles Cohen đạo diễn
- 1999: Biographie: un jeu của Max Frisch, do Frédéric Bélier-Garcia đạo diễn
- 2002: Platonov của Anton Tchekhov, do Jean-Louis Martinelli đạo diễn
- 2003: Vingt-quatre mètres cubes de silence của Geneviève Serreau, do Gilles Cohen đạo diễn
- 2005: Les Créanciers của August Strindberg, do Hélène Vincent đạo diễn
- 2008: Tailleur pour dames của Georges Feydeau, do Bernard Murat đạo diễn
- 2009: Angelo, tyran de Padoue của Victor Hugo, do Christophe Honoré đạo diễn

## Giải César
- 1997: Đề cử - Nữ diễn viên triển vọng nhất Comment je me suis disputé... (ma vie sexuelle)
- 2002: Đoạt giải - Nữ diễn viên chính xuất sắc nhất, phim Sur mes lèvres
- 2003: Đề cử - Nữ diễn viên phụ xuất sắc nhất, phim L'Adversaire
- 2005: Đề cử - Nữ diễn viên chính xuất sắc nhất, phim Rois et reine
- 2009: Đoạt giải - Nữ diễn viên phụ xuất sắc nhất, phim A l'Origine